# ژنوا (نیویورک)
ژنوا (به انگلیسی: Geneva) شهری در شهرستان انتاریو ایالت نیویورک است که در سرشماری سال ۲۰۱۰ میلادی، ۱۳۶۱۷ نفر جمعیت داشته است. ژنوا، به‌طور رسمی در تاریخ ۱۸۹۸ میلادی به‌عنوان یک شهر شناخته شد.

## جغرافیا
شهر ژنوا روی نقطه ی شمالی دریاچه ی سنکا، بزرگترین دریاچه ی "فینگر لیکس" (فارسی - دریاچه های انگشتی) توسعه یافته است. منطقه ی فینگر لیکس بزرگترین منطقه ی تولید شراب در ایالت نیو یورک است. آبراه کایوگا-سنکا قسمت حوزه ی آبریز دریاچه ی کعوکا است. آبراه به شمال از طریق شهر عبور می کند، و به آبراه ایری وصل می شود.
به گفته ی اداره ی آمار ایالات متحده ی آریکا، شهر ژنوا مساحت تقریباً ۵.۸ مایل (۱۵.۲ کیلومتر) دارد. ۲۷.۱۸ درصد مساحت شهر از آب تشکیل شده است.

راه های ۲۰ (آمریکا)، ۱۴ (نیو یورک)، و ۵ (نیو یورک) از طریق شهر عبور می کنند. راه ۲۰ از غرب تا شرق بین شهر های نیوپورت، اورگن و بوستون، ماساچوست می رود. راه ۱۴ از شمال تا جنوب بین شهر های "سودوس پوینت"، نیو یورک و "تروی"، پنسلوانیا می رود. ژنوا دارای مسافت مساوی بین شهر های روچستر، نیو یورک و سیراکیوس، نیو یورک است.

## نگارخانه

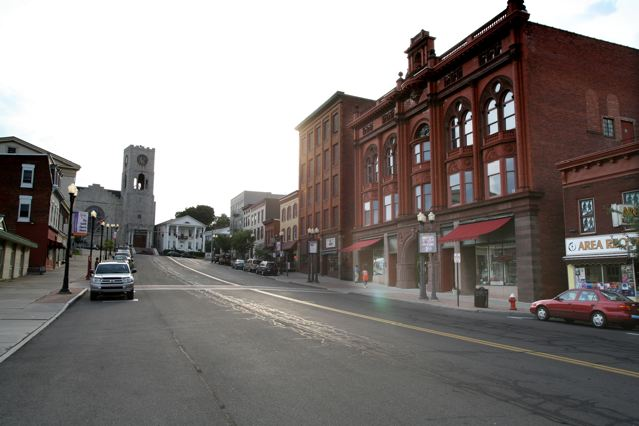
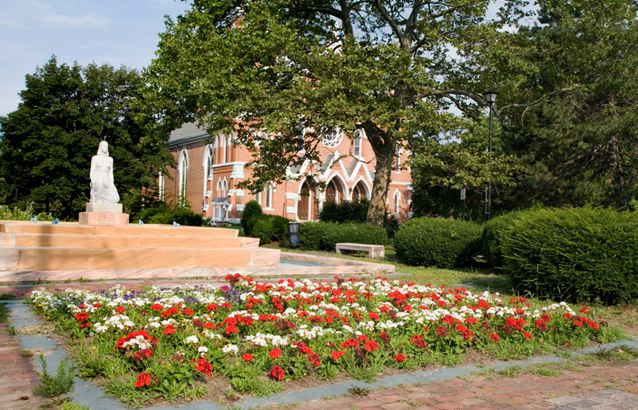
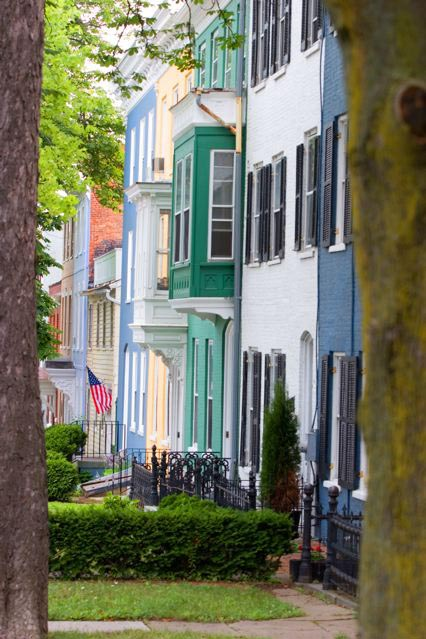
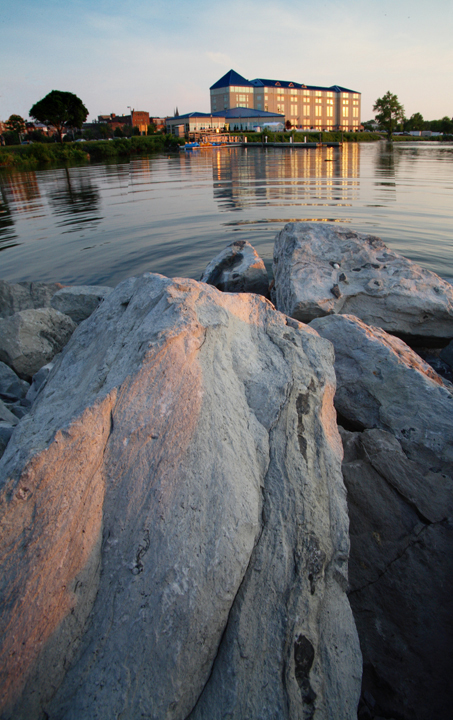
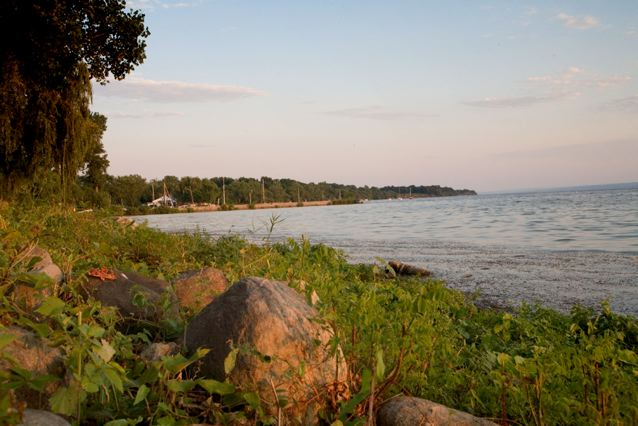
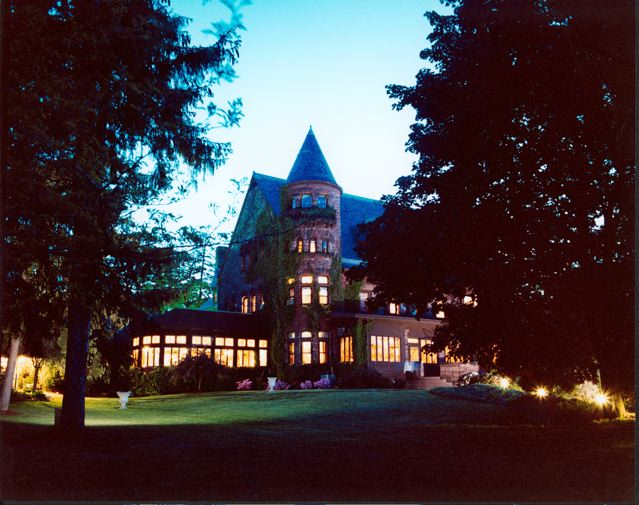
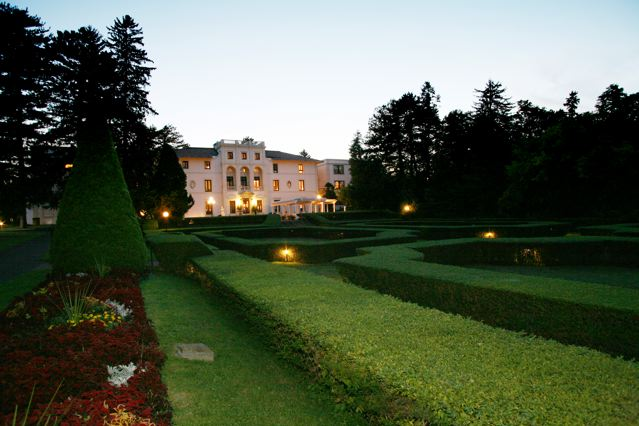
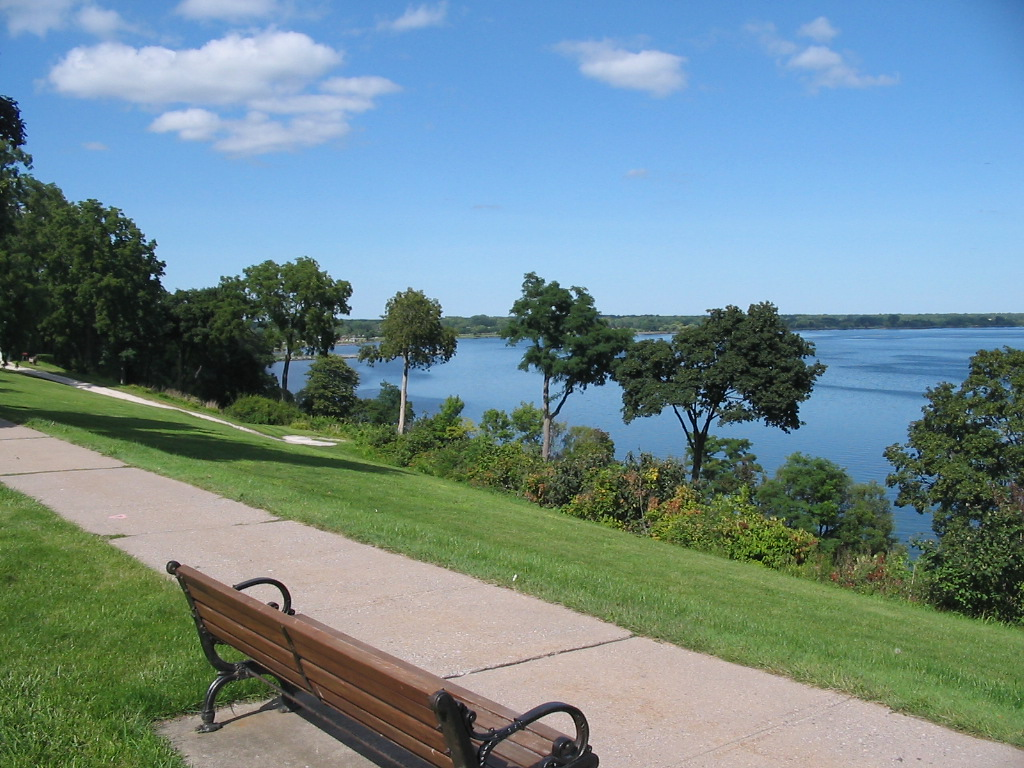